# بيدرو غالاردو
بيدرو غالاردو (بالإسبانية: Pedro Gallardo) هو لاعب كرة قدم فنزويلي، ولد في 2 مايو 1969. شارك مع منتخب فنزويلا لكرة القدم. أما مع النوادي، فقد لعب مع نادي بورتوغيزا ونادي كاراكاس.